# Голідей-Айленд (Арканзас)
Голідей-Айленд (англ. Holiday Island) — переписна місцевість (CDP) в США, в окрузі Керролл штату Арканзас. Населення — 2533 особи (2020).

## Географія
Голідей-Айленд розташований за координатами 36°28′54″ пн. ш. 93°42′47″ зх. д. / 36.48167° пн. ш. 93.71306° зх. д. (36.481702, -93.712991).  За даними Бюро перепису населення США в 2010 році переписна місцевість мала площу 28,12 км², з яких 27,78 км² — суходіл та 0,34 км² — водойми.

## Демографія
Згідно з переписом 2010 року, у переписній місцевості мешкали 2373 особи в 1226 домогосподарствах у складі 787 родин. Густота населення становила 84 особи/км².  Було 1628 помешкань (58/км²). 
Расовий склад населення:
| - 95,7 % — білих - 1,0 % — корінних американців - 0,8 % — азіатів - 0,3 % — вихідців з тихоокеанських островів - 0,3 % — чорних або афроамериканців |

До двох чи більше рас належало 1,1 %. Іспаномовні складали 2,8 % від усіх жителів.
За віковим діапазоном населення розподілялося таким чином: 10,7 % — особи молодші 18 років, 45,2 % — особи у віці 18—64 років, 44,1 % — особи у віці 65 років та старші. Медіана віку мешканця становила 62,4 року. На 100 осіб жіночої статі у переписній місцевості припадало 92,5 чоловіків;  на 100 жінок у віці від 18 років та старших — 91,3 чоловіків також старших 18 років.
Середній дохід на одне домашнє господарство  становив 47 853 долари США (медіана — 37 944), а середній дохід на одну сім'ю — 62 239 доларів (медіана — 60 386). Медіана доходів становила 40 769 доларів для чоловіків та 20 625 доларів для жінок. За межею бідності перебувало 18,3 % осіб, у тому числі 48,4 % дітей у віці до 18 років та 6,3 % осіб у віці 65 років та старших.
Цивільне працевлаштоване населення становило 849 осіб. Основні галузі зайнятості: освіта, охорона здоров'я та соціальна допомога — 34,5 %, мистецтво, розваги та відпочинок — 27,1 %, роздрібна торгівля — 10,1 %, науковці, спеціалісти, менеджери — 6,8 %.